# Mandela Wee Wee
Mandela Wee Wee (Paramaribo, 1983) is een Nederlands acteur. Hij speelde in diverse films en series, waaronder De terugkeer van de wespendief, Gooische Vrouwen en Mocro Maffia.

## Levensloop
Wee Wee werd in 1983 geboren in Paramaribo, Suriname. Zijn ouders kwamen uit het binnenland van Suriname en zijn Marrons van de stam Saramaccaners. Op negenjarige leeftijd verhuisde Wee Wee met zijn ouders naar Nederland en groeide op in Tilburg.
Wee Wee maakte zijn acteerdebuut in september 2009 in de RTL 4-serie Gooische Vrouwen, als het personage Wynand. Hij hernam deze rol in 2011 in de gelijknamige film en in het zesde seizoen van de serie in 2024. Wee Wee maakte in februari 2011 zijn debuut op het witte doek in de bioscoopfilm Mijn opa de bankrover. In de jaren die volgde speelde hij mee in meerdere films, waaronder Doodslag, Johnny Bakru en Scooterdagen.
In 2012 studeerde Wee Wee af aan de Toneelacademie Maastricht. In 2013 had Wee Wee zijn eerste hoofdrol op de planken, in de theaterproductie Mogadishu.
In het najaar van 2015 vertolkte hij de hoofdrol van Stanley Witman in de KRO-NCRV-serie Penoza. Hierna was Wee Wee te zien in verschillende televisieseries, waaronder Project Orpheus, Hollands Hoop en Flikken Maastricht, voordat hij van oktober 2018 tot en met maart 2022 de hoofdrol van Romano Tevreden ging vertolken in de Videoland-serie Mocro Maffia. Hij hernam deze rol in de film Mocro Maffia: Meltem.
In de jaren die volgde werkte Wee Wee mee aan verschillende series, waaronder Medisch Centrum West en Safe Harbor en Dag & Nacht.

## Filmografie

### Film
- 2011: Mijn opa de bankrover, als papa Bo
- 2011: Gooische Vrouwen, als Wynand
- 2012: Doodslag, als Frenk
- 2013: Johnny Bakru, als Winston
- 2014: Scooterdagen, als ambulancebroeder
- 2017: De terugkeer van de wespendief, als Vincent
- 2017: Phoenix 38, als Gowon
- 2018: Aidan, als Aidan
- 2018: Retrospekt, als fysiotherapeut Pascal
- 2019: Wat is dan liefde?, als Winston
- 2021: Nr. 10, als Innocence
- 2021: Mocro Maffia: Meltem, als Romano Tevreden

### Televisie
- 2009, 2024: Gooische Vrouwen, als Wynand
- 2011: VRijland, als John Landvreugd
- 2015: Overspel, als politiefotograaf
- 2015: Penoza, als Stanley Witman
- 2016: Project Orpheus, als Pele Mugabe
- 2017: Hollands Hoop, als Jos Ying
- 2018: Flikken Maastricht, als Pieter de Koning
- 2018-2023: Mocro Maffia, als Romano Tevreden
- 2021: Onze straat, als Anton
- 2021: NOOD, als Jeffrey / Erik Verweij
- 2024: Van der Valk, Anton de Haas
- 2024: Moresnet, als Peter Kuypers
- 2024: Medisch Centrum West, als partner van Marianne
- 2025: Safe Harbor, als Bastein
- 2025: Dag & Nacht, als Rufus

## Theater
- 2011: Die Altruiste, productie: Toneelacademie Maastricht, regie: Alexander Marusch
- 2013: Mogagishu, productie: De Utrechtse Spelen, regie: Matthias Mooij
- 2014: Gejaagd door de wind, productie: MATZER Theaterproducties, regie: Madeleine Matzer
- 2016: A raisin in the sun, als Walter Lee Younger. Productie: Well Made Productions, regie: Teunkie van der Sluijs, oorspronkelijk geschreven door Lorraine Hansberry, en werd later beschouwd als onderdeel van de Raisin-cyclus.[8][9][10] De productie werd bekroond met de Amsterdamprijs voor de Kunst in 2017.[11][12]
- 2018: Beneatha’s Place, als Joseph Asagai. Productie: Well Made Productions, regie: Teunkie van der Sluijs / Nina Haanappel / Frédérique Donker, oorspronkelijk geschreven door Kwame Kwei-Armah (zie Engelstalige Wikipedia) in 2013 als onderdeel van de Raisin-cyclus.[13]
- 2018-2020: Een klein leven, als Malcolm. Productie: Toneelgroep Amsterdam, regie: Ivo van Hove, gebaseerd op de gelijknamige roman (2015) door Hanya Yanagihara.[14]